# Napięcie elektryczne
Napięcie elektryczne – różnica potencjałów elektrycznych między dwoma punktami obwodu elektrycznego lub pola elektrycznego. Symbolem napięcia jest U. Napięcie elektryczne jest to stosunek pracy wykonanej przeciwko polu, podczas przenoszenia ładunku elektrycznego między punktami, dla których określa się napięcie, do wartości tego ładunku. Wyraża to wzór:
{\displaystyle U_{AB}=\varphi _{B}-\varphi _{A}={\frac {W_{A\longrightarrow B}}{q}},}
przy czym zakłada się, że przenoszony ładunek jest na tyle mały, iż nie wpływa znacząco na zewnętrzne pole elektryczne.
W przypadku źródła napięcia (prądu) elektrycznego napięcie jest jego najważniejszym parametrem i określa zdolność źródła energii elektrycznej do wykonania pracy. Napięcie mierzone na zaciskach źródła napięcia jest mniejsze od siły elektromotorycznej źródła. Różnica ta spowodowana jest spadkiem napięcia na oporze wewnętrznym źródła.
Zależność pomiędzy spadkami napięć i siłami elektromotorycznymi w obwodach elektrycznych opisuje II prawo Kirchhoffa.

## Związek napięcia z natężeniem pola elektrycznego
Napięcie elektryczne można określić, znając natężenie pola elektrycznego:
{\displaystyle U_{AB}={\frac {W_{A\longrightarrow B}}{q}}=\int \limits _{A}^{B}{\vec {E}}\cdot \;d{\vec {l}}.}
Całkowanie odbywa się pomiędzy punktami A i B, przy czym wartość całki nie zależy od wyboru drogi. Wynika stąd, że napięcie między dwoma punktami może być dodatnie, ujemne, a w szczególnych przypadkach – równe zero.

## Napięcie elektryczne otwartego źródła prądu
Napięcie elektryczne otwartego źródła prądu (bez poboru prądu) równe jest sile elektromotorycznej (SEM) tego źródła, co wynika z zależności:
{\displaystyle U=\varepsilon -IR_{w},}
gdzie:
{\displaystyle U} – napięcie na zaciskach źródła,
{\displaystyle \varepsilon } – siła elektromotoryczna,
{\displaystyle R_{w}} – opór wewnętrzny źródła,
{\displaystyle I} – natężenie prądu pobieranego ze źródła.
Dla otwartego źródła: {\displaystyle I=0,} zatem
{\displaystyle U=\varepsilon .}

## Jednostka napięcia
Jednostką napięcia jest wolt (V). Między dwoma punktami pola elektrycznego jest napięcie 1 V, jeżeli do przeniesienia między tymi punktami ładunku 1 C potrzebna jest praca 1 J
{\displaystyle \mathrm {1V={\frac {1J}{1C}}} ,}
a wymiar wolta
{\displaystyle \mathrm {V={\frac {kg\cdot m^{2}}{s^{3}\cdot A}}} .}

## Pomiar napięcia
Przyrządy służące do pomiaru napięcia elektrycznego to woltomierze.

## Napięcie w obwodach prądu zmiennego
W obwodach prądu zmiennego napięcie może być opisane przy pomocy kilku pojęć, są to: wartość chwilowa, skuteczna, średnia i maksymalna.
Wartość skuteczną {\displaystyle U_{sk}} napięcia elektrycznego okresowego o okresie {\displaystyle T} określa się wzorem:
{\displaystyle U_{sk}={\sqrt {{\frac {1}{T}}\int \limits _{0}^{T}u^{2}(t)\ dt}}.}
Wartością średnią {\displaystyle U_{sr}} napięcia określa się napięcie o wartości:
{\displaystyle U_{sr}={\frac {1}{T}}\int \limits _{0}^{T}u(t)\ dt.}
Dla napięcia przemiennego sinusoidalnego, którego przebieg można opisać wzorem:
{\displaystyle u(t)=U_{max}\sin(\omega \cdot t+\varphi ),}
wartość skuteczna napięcia wynosi:
{\displaystyle U_{sk}={\frac {1}{\sqrt {2}}}\ U_{max}}
wartość średnia jest równa 0, a średnia z wartości bezwzględnej:
{\displaystyle U_{sr}={\frac {2}{\pi }}\ U_{max}\approx 0{,}637U_{max},}
gdzie:
{\displaystyle U(t)} – napięcie chwilowe w funkcji czasu {\displaystyle t,}
{\displaystyle U_{max}} – napięcie maksymalne, równe jego amplitudzie,
{\displaystyle U_{sk}} – napięcie skuteczne,
{\displaystyle U_{sr}} – napięcie średnie,
{\displaystyle \omega } – pulsacja,
{\displaystyle \varphi } – faza początkowa.
W sieciach niskiego napięcia w Polsce napięcie skuteczne fazowe (mierzone między przewodem fazowym, czyli będącym pod napięciem a ziemią) wynosi 230 V, zaś międzyfazowe (mierzone między przewodami dwóch faz) 400 V, co odpowiada amplitudom: {\displaystyle U_{max}} ≈ 325 V i 563 V. Pomiędzy napięciem fazowym {\displaystyle U_{f}} a międzyfazowym {\displaystyle U_{p}} układu 3-fazowego, symetrycznego, gwiazdowego zachodzi następująca zależność:
{\displaystyle U_{p}={\sqrt {3}}\,U_{f},}
gdzie:
{\displaystyle U_{p}} – napięcie międzyfazowe (nazywane też przewodowym lub liniowym od ang. line-to-line voltage),
{\displaystyle U_{f}} – napięcie fazowe.